# 布萊克比尤特 (加利福尼亞州)
布萊克比尤特（英語：Black Butte）是位於美國加利福尼亞州錫斯基尤縣的一個非建制地區。該地的面積和人口皆未知。

## 地理
布萊克比尤特的座標為41°23′30″N 122°21′40″W / 41.39167°N 122.36111°W，而該地的平均海拔高度為1196米（即3924英尺）。